# Кушманаковська сільська рада
Кушмана́ковська сільська рада (рос. Кушманаковский сельский совет) — муніципальне утворення у складі Бураєвського району Башкортостану, Росія. Адміністративний центр — присілок Кушманаково.

## Населення
Населення — 1023 особи (2019, 1303 в 2010, 1551 в 2002).

## Склад
До складу поселення входять такі населені пункти:
| Населений пункт        | Населення, осіб (2002) | Населення, осіб (2010) |
| ---------------------- | ---------------------- | ---------------------- |
| Абзаєво, присілок      | 200                    | 156                    |
| Каратамак, присілок    | 193                    | 136                    |
| Кизил-Октябр, присілок | 7                      | 6                      |
| Кудашево, присілок     | 456                    | 409                    |
| Кушманаково, присілок  | 428                    | 367                    |
| Тугаєво, присілок      | 267                    | 229                    |